# Jiangyang
Jiangyang är ett stadsdistrikt och säte för stadsfullmäktige i Luzhou i Sichuan-provinsen i sydvästra Kina.